# Trússovo
Trússovo (en rus: Тру́сово) és un poble (un possiólok) de l'óblast d'Astracan, a Rússia, segons el cens del 2014 tenia 1.738 habitants.